# سندمراد
سندمراد (بالفارسية: سندمراد) هي قرية تقع في دشتياري في إيران. يقدر عدد سكانها بـ 566 نسمة بحسب إحصاء 2016.